# Innehållsmarknadsföring
Innehållsmarknadsföring (engelsk benämning Content marketing), är ett medel inom marknadsförings- och kommunikationsbranschen. Det syftar på att med en smart strategi och redaktionell ton skapa ett kommunikationsinnehåll som attraherar målgruppen. Detta ska göras i rätt kanal och med anpassning av innehållet för den särskilda kanalen och målgruppen. Kortfattat kan man säga att det är en strategisk målgruppsanpassning. Uttrycket används för att sammanfatta flera sätt att marknadsföra som snarare fokuserar på mottagarens villkor än det företaget önskar förmedla.
Olika branschorganisationer delar ut flera priser varje år till de företag som har gjort den bästa marknadsföringen inom kategorin innehållsmarknadsföring.

## Delar av innehållsmarknadsföring
Samtliga av dessa delar måste vara inkluderade för att ett företag ska kunna säga att de använder sig av innehållsmarknadsföring:
- Innehåll som mottagaren är intresserad av
- Publicerat i en kanal där mottagaren finns
- Förmedlat på ett sätt som mottagaren kan ta till sig
- Förmedlat vid rätt tidpunkt för användaren

## Kanaler för innehållsmarknadsföring
Det finns många olika plattformar och tekniker att nå sin målgrupp på. Content Marketing Institute listar 43 olika kanaler. Exempel på kanaler är företagets webbplats, nyhetsbrev, Twitter och mobilappar. Innehållsmarknadsföring är helt på mottagarens villkor. Mycket av den kommunikation inom fältet innehållsmarknadsföring som görs idag är redaktionell kommunikation, dvs artiklar, beskrivande texter i media, intervjuer med svar från olika respondenter och annat som talar för förståelse.